# Racing Club Villebon 91
Maillots
Le Racing Club Villebon 91 est un club féminin de volley-ball basé à Villebon-sur-Yvette, qui a fonctionné de 1992 à 2009.
Il a été vainqueur de la Coupe de France en 2002 et reste le seul club français à ce jour à remporter la Coupe des vainqueurs de Coupe / Top Teams Cup en 2003 ; Il a été cinq fois finaliste entre 2000 et 2005 du championnat de France. Ses grandes années ont été avec l'entraineur Mauricio Paes.

## Historique
- 1992 : Création du Racing Club de France Villebon en partenariat avec le Racing club de France[1] ;
- juin 1999 : Fin du partenariat avec le Racing club de France ;
- 2004 : le club décide de descendre en N1 à la suite de difficultés financières au terme de la saison 2004-2005 ;
- 2005 : le club évolue en Nationale 1 durant la saison 2005-2006 ;
- 2006 : Grâce à des résultats plus que prometteurs (l'équipe terminant première du championnat), le club évolue en Pro-F lors de la saison 2006-2007 et termine à la dixième place (entraineur Hervé Mazzon) ;
- 2007 : Pour la saison 2007/2008 le RC Villebon 91 termine 11e avec Yamandu Peralta comme entraineur ;
- juin 2009 : Le club dépose le bilan et se dissout[2] ;
- juillet 2009 : Fondation d'un nouveau club sous le nom d'AS Villebon Volley

## Palmarès
- National
  - Coupe de France (1)
    - Vainqueur : 2002

  - Championnat de France
    - Finaliste : 2000, 2001, 2002, 2003, 2005

- Européen
  - Coupe des vainqueurs de Coupe / Top Teams Cup (1)
    - Vainqueur : 2003
    - Finaliste : 1994

## Effectifs

### Saison 2008-2009
Entraîneur :  Yamandu Peralta

### Saison 2007-2008
Entraîneur :  /  Yamandu Peralta 
| Numéro | Nom                  | Date de nais.     | Taille | Poste       | Nationalité        |
| 1      | Morgane Le Gall      | 27 février 1984   | 1,70 m | Libero      | France             |
| 2      | Rouguy Coulibaly     | 26 février 1989   | 1,80 m | Attaq/Récep | France             |
| 4      | Emily Cordonier      | 25 mai 1983       | 1,90 m | Attaq/Récep | Canada             |
| 5      | Margot Le Moigne     | 18 février 1987   | 1,70 m | Passeuse    | France             |
| 6      | Tetet Dembele        | 13 septembre 1989 | 1,78 m | Centrale    | France             |
| 7      | Mallory Steux        | 24 octobre 1988   | 1,71 m | Passeuse    | France             |
| 8      | Agathe Leveque       | 4 octobre 1984    | 1,82 m | Centrale    | France             |
| 9      | Émilie Petkovic      | 17 avril 1983     | 1,80 m | Attaquante  | France             |
| 10     | Roseli De Melo Faria | 3 août 1973       | 1,85 m | Centrale    | Brésil             |
| 16     | Zuzana Cernianska    | 7 décembre 1981   | 1,87 m | Attaquante  | République tchèque |

### Saison 2006-2007
Entraîneur : Hervé Mazzon 
| Numéro | Nom                  | Date de nais. | Taille | Poste       | Nationalité  |
| 1      | Morgane Le Gall      | 27/02/1984    | 1.70   | Libero      | France       |
| 2      | Rouguy Coulibaly     | 26/02/1989    | 1.80   | Attaq/Récep | France       |
| 4      | Natacha Rigobert     | 10/07/1980    | 1.80   | Récep/Attaq | Maurice      |
| 5      | Margot Le Moigne     | 18/02/1987    | 1,70 m | Passeuse    | France       |
| 6      | Tetet Dembele        | 13/09/1989    | 1,78 m | Centrale    | France       |
| 7      | Monica Reale         | 23/10/1972    | 1.74   | Passeuse    | Italie       |
| 8      | Agathe Leveque       | 4/10/1984     | 1.82   | Centrale    | France       |
| 9      | Syndie Nadeau        | 25/03/1981    | 1.85   | Récep/Attaq | Canada       |
| 10     | Roseli De Melo Faria | 3/08/1973     | 1.85   | Centrale    | Brésil       |
| 11     | Irina Vergoun-Godey  | 24/10/1970    | 1.85   | Attaquante  | Kirghizistan |
| 14     | Karine Havas         | 14/04/1976    | 1.78   | Passeuse    | France       |

### Saison 2005-2006 (Nationale 1)
Entraîneur : Jean-Frédéric Bottier ; Adjoint : Xavier Boer
| Numéro | Nom                      | Date de nais. | Taille | Poste       | Nationalité |
| 1      | Morgane Le Gall          | 27/02/1984    | 1.70   | Libero      | France      |
| 2      | Amandine Mauricette      | 1/06/1985     | 1.78   | Récep/Attaq | France      |
| 3      | Briana Adamovsky         |               | 1.70   | Passeuse    | États-Unis  |
| 5      | Margot Bottier           |               | 1.77   | Récep/Attaq | France      |
| 6      | Francielle Pozzi         |               | 1.80   | Récep/Attaq | Brésil      |
| 7      | Natacha Rigobert         | 10/07/1980    | 1.80   | Récep/Attaq | Maurice     |
| 9      | Marina Cervetti          |               | 1.80   | Centrale    | France      |
| 10     | Roseli De Melo Faria (c) | 3/08/1973     | 1.85   | Centrale    | Brésil      |
| 11     | Agathe Leveque           | 4/10/1984     | 1.82   | Centrale    | France      |

### Saison 2004-2005
Entraîneurs : Mauricio Paes ; Adjoint : Gaël Le Draoulec
| Numéro | Nom                  | Date de nais. | Taille | Poste       | Nationalité        |
| 1      | Marjorie Molina      | 29/11/1980    | 1.70   | Libero      | France             |
| 2      | Joanna Fielder       | 1980          | 1.88   | Centrale    | États-Unis         |
| 3      | Maja Guštin          | 11/10/1979    | 1.90   | Centrale    | Slovénie           |
| 4      | Audrey Syren         | 4/09/1983     | 1.78   | Passeuse    | France             |
| 5      | Marina Katić         | 01/10/83      | 1.83   | Paseuse     | Croatie            |
| 6      | Elymara Vieira       | 22/01/1985    | 1.74   | Récep/Attaq | Brésil             |
| 7      | Johanna Helppikangas | 24/01/1981    | 1.82   | Attaquante  | Finlande           |
| 8      | Milada Spalová       | 16/11/1979    | 1.90   | Centrale    | République tchèque |
| 9      | Amandine Mauricette  | 1/06/1985     | 1.78   | Récep/Attaq | France             |
| 10     | Bénédicte Mauricette | 1/06/1985     | 1.83   | Centrale    | France             |
| 11     | Jana Havlova         | 27/05/1978    | 1.80   | Attaquante  | République tchèque |
| 12     | Armelle Irabé        | 18/07/1985    | 1.78   | Récep/Attaq | France             |

### Saison 2003-2004
Entraîneurs : Mauricio Paes et Maguy Paes 
| Numéro | Nom                   | Date de nais. | Taille | Poste       | Nationalité |
| 1      | Irina Polechtchouk    | 1/08/1973     | 1.86   | Centrale    | Biélorussie |
| 2      | Olga Tocko            | 1/07/1982     | 1.90   | Pointue     | Lettonie    |
| 4      | Audrey Syren          | 4/09/1983     | 1.78   | Passeuse    | France      |
| 5      | Estelle Quérard       | 19/03/1979    | 1.80   | Libéro      | France      |
| 6      | Dessislava Nikodimova | 23/06/1966    | 1.87   | Centrale    | Bulgarie    |
| 7      | Laura Greene          |               | 1.80   | Récep/Attaq | États-Unis  |
| 8      | Sandra Kociniewski    | 22/05/1975    | 1.83   | Pointue     | France      |
| 9      | Julie Rumes           | 19/12/1979    | 1.90   | Centrale    | Belgique    |
| 11     | Nassira Camara        | 28/06/1983    | 1.87   | Attaquante  | France      |

### Saison 2002-2003
Entraîneurs : Mauricio Paes et Maguy Paes 
| Numéro | Nom                   | Date de nais. | Taille | Poste       | Nationalité |
| 1      | Irina Polechtchouk    | 1/08/1973     | 1.86   | Centrale    | Biélorussie |
| 2      | Olga Tocko            | 1/07/1982     | 1.90   | Pointue     | Lettonie    |
| 3      | Jelena Lozancic       | 26/03/1983    | 1.87   | Centrale    | France      |
| 4      | Alketa Henno-Doci     | 1969          | 1.83   | Attaquante  | Albanie     |
| 5      | Estelle Quérard       | 19/03/1979    | 1.80   | Libéro      | France      |
| 6      | Dessislava Nikodimova | 23/06/1966    | 1.87   | Centrale    | Bulgarie    |
| 7      | Andreia Marras        | 14/01/1971    | 1.78   | Passeuse    | Brésil      |
| 8      | Sandra Kociniewski    | 22/05/1975    | 1.83   | Pointue     | France      |
| 9      | Audrey Syren          | 4/09/1983     | 1.78   | Passeuse    | France      |
| 10     | Olena Sydorenko       | 20/01/1975    | 1.84   | Récep/Attaq | Ukraine     |
| 12     | Dina Yasakova         | 28/4/1967     | 1.87   | Récep/Attaq | Russie      |

### Saison 2001-2002
Entraîneurs : Mauricio Paes et Maguy Paes 
| Numéro | Nom                   | Date de nais. | Taille | Poste      | Nationalité  |
| 1      | Irina Polechtchouk    | 1/08/1973     | 1.86   | Centrale   | Biélorussie  |
| 2      | Olga Tocko            | 1/07/1982     | 1.90   | Pointue    | Lettonie     |
| 3      | Jelena Lozancic       | 26/03/1983    | 1.87   | Centrale   | France       |
| 4      | Alketa Henno-Doci     | 1969          | 1.83   | Attaquante | Albanie      |
| 5      | Estelle Quérard       | 19/03/1979    | 1.80   | Libéro     | France       |
| 6      | Dessislava Nikodimova | 23/06/1966    | 1.87   | Centrale   | Bulgarie     |
| 7      | Andreia Marras        | 14/01/1971    | 1.78   | Passeuse   | Brésil       |
| 8      | Sandra Kociniewski    | 22/05/1975    | 1.83   | Pointue    | France       |
| 9      | Nathalia Nikulina     | 21/12/1973    | 1.90   | Attaquante | Biélorussie  |
| 10     | Barbara Sarpaux       |               | 1.84   | Passeuse   | France       |
| 11     | Irina Vergoun         | 24/10/1970    | 1.85   | Attaquante | Kirghizistan |

### Saison 2000-2001
Entraîneurs : Mauricio Paes
| Numéro | Nom                              | Date de nais. | Taille | Poste       | Nationalité  |
| 1      | Irina Polechtchouk               | 1/08/1973     | 1.86   | Centrale    | Biélorussie  |
| 2      | Nathalie Ferrario                |               | 1,78   | Libero/RA   | France       |
| 3      | Estelle Quérard                  | 19/03/1979    | 1,79   | Récep/Attaq | France       |
| 4      | Meilian Zhao                     | 1970          | 1,80   | Passeuse    | Chine        |
| 5      | Christel Democrite               |               | 1,83   | Centrale    | France       |
| 6      | Dessislava Nikodimova            | 23/06/1966    | 1.87   | Centrale    | Bulgarie     |
| 7      | Monica Reale                     | 23/10/1972    | 1.74   | Passeuse    | Italie       |
| 8      | Sandra Kociniewski               | 22/05/1975    | 1.83   | Pointue     | France       |
| 9      | Nathalia Nikulina-Yanouchkevitch | 21/12/1973    | 1.90   | Attaquante  | Biélorussie  |
| 11     | Irina Vergoun                    | 24/10/1970    | 1.85   | Attaquante  | Kirghizistan |
| 12     | Fatoumata Traoré                 | 13/12/1978    | 1.78   | Centrale    | France       |

## Joueuses majeures

### Historiques
- Sandra Kociniewski  France (réceptionneuse-attaquante, 1,82 m)
- Jelena Lozancic  France (centrale, 1,90 m)
- Irina Polechtchouk  Biélorussie,  France (centrale, 1,86 m)
- Virginie Jouault  France (passeuse, 1,76 m)